# 第二広瀬川橋梁
第二広瀬川橋梁（だいにひろせがわきょうりょう）は、宮城県仙台市青葉区上愛子道半の東日本旅客鉄道（JR東日本）仙山線陸前白沢駅 - 熊ケ根駅間にある単線鉄道橋である。

## 概要
本橋梁は、熊ヶ根鉄橋とも呼ばれ、1931年（昭和6年）  に完成した広瀬川に架かるトレッスル橋である。
橋脚の高いトレッスル橋は日本では少なく、渓谷美とともに人気の高い橋梁である。

## 歴史
第二広瀬川橋梁は、仙山東線愛子駅 - 作並駅間開通に合わせ1931年に完成した。水面からの高さは約52メートルで、トレッスル橋の中で建設当時全国第3位、2014年時点で、全国第1位である。また、橋長も日本のトレッスル橋の中では、立野橋梁に次ぐ第2位である。
仙山東線の一番の難工事であったといわれる。なお仙山線が全線開通したのは仙山トンネル（仙山隧道）が開通した1937年（昭和12年）になってからである。
2011年（平成23年）3月11日に起きた東日本大震災にも耐え、少しのずれもなかった。

## 構造
形式は上路プレートガーター（上路鈑桁）トレッスルとなっている。
上路鈑桁は全部で9連である。そのうち、トレッスル上に設置されている7連は太いトレッスルの垂直部材の半分の場所にあり、残り半分は隣の上路鈑桁がある。支間は5種類で、そのうち最大のものは21.60mである。この支間の上路鈑桁は計3連あり、中央部への曲げモーメントに対応させるため、舟底形である。
トレッスルは全部で3脚あり、それらに加えて橋台と2脚の橋脚で支えている。トレッスルは4本柱の鋼鉄製で、レールと直角方向にハの字に広がっている。1.5m（腹板の間隔）から約15mにまで広がる。また、垂直方向にはパネルが設定されている。各トレッスルは陸前白沢駅側（仙台駅側）から順に、2、5パネルで設定されている。熊ヶ根駅側（山形駅側）に最も近いトレッスルの最下パネルは、片側の2脚が斜面上にあるので、そちら側だけ1パネル分短くなっている。各パネルには、斜材がレール方向および枕木方向にX字状で配置されている。
建設費用やメンテナンスに目を向けたため、橋脚が高くなるが橋長が最短となる、渓谷の狭まった位置に架設されている。そのため、水面からレール面までの高さは約52mにもなる。

## 地理・周辺
広瀬川を挟んで左岸側が青葉区熊ヶ根町一番の四、右岸側が青葉区上愛子道半に架設されている。仙山線の営業キロ呈で起点より22.8㎞、熊ヶ根駅より陸前白沢方に850mの位置である。並行して国道48号熊ヶ根橋のアーチ橋が架かっている。道路橋上より峡谷美とともに走行する列車が望めるため、列車の撮影地としても知られている。
河岸段丘をまたぐ形で架橋されているため高低差があり、橋台側へのアクセスは簡単であるが、橋脚に近づくのは困難である。なお、橋の愛称の由来となった地名である熊ヶ根はもと関山街道の宿場町で、熊ヶ根城址や宿場跡といった史跡が橋の近辺に点在している。
国道48号線上にある仙台市営バス「熊ヶ根橋」バス停が最寄りの交通機関となる。

## 選奨土木遺産
仙台市の市民団体から成る「関山街道フォーラム協議会」の下部組織・鉄の道部会は、2012年（平成24年）から第二広瀬川橋梁を含む仙山線鉄道施設群の土木学会選奨土木遺産認定に向けた活動を行っていた。
2014年（平成22年）10月8日、仙山線鉄道施設群は選奨土木遺産に登録された。仙山線鉄道施設群には第二広瀬川橋梁の他に、同じトレッスル橋の新川川橋梁、荒沢川橋梁と、作並駅・山寺駅の各転車台、作並機関区、奥新川変電所、仙山隧道と同信号所、交流電化発祥地記念碑が含まれる。